# Evippe (figlia di Leucone)
Evippe o Euippe (in greco antico: Εὐίππη?, Euìppē) è un personaggio della mitologia greca e prima regina di Orcomeno.

## Genealogia
Figlia di Leucone e sorella di Eritra, fu moglie di Andreo e madre di Eteocle.

## Mitologia
Sposando Andreo (il fondatore della città), divenne la prima regina di Orcomeno.
La paternità del figlio Eteocle è però incerta poiché Pausania non specifica se il padre sia Andreo o Cefiso, il dio del fiume attico Cefiso.